# LVG C.V-VIII
Die LVG C.V bis LVG C.VIII waren einmotorige deutsche Kampfflugzeuge der Luftverkehrsgesellschaft (LVG), die im Ersten Weltkrieg von der deutschen Fliegertruppe als Aufklärungsflugzeuge (C-Typ) eingesetzt wurden. Nach dem Krieg war die C.VI einer der Flugzeugtypen, die beim Aufbau des zivilen Flugverkehrs in Deutschland eingesetzt wurden.

## Entwicklung

### LVG C.V
Nach den enttäuschen Leistungen der LVG C.IV musste LVG in Lizenz Typen anderer Hersteller produzieren. Es lag daher im Geschäftsinteresse der Firma, so schnell wie möglich die eigene Entwicklungsarbeit voranzutreiben, um die kostspieligen Lizenzgebühren zu sparen. Dipl.-Ing. Willi Sabersky-Müssigbrodt, dem neuen Chefingenieur der Firma, winkte daher bei Erfolg eines neuen Typs pro gelieferter Maschine eine Provision von 150 RM. Sabersky arbeitete mit Hochdruck an einem neuen Flugzeugtyp, dem LVG C.V (Werksbezeichnung D.XV). Tatsächlich machte der Prototyp bei der Vorstellung bei der Abnahmekommission in Berlin-Adlershof am 24. Dezember 1916 einen guten Eindruck, zumal die positiven Erfahrungen aus dem Bau der DFW C.V in die Konstruktion eingeflossen waren. Auch der Motor, ein überkomprimierter Benz Bz IVü mit 200 PS, zeigte viel versprechende Leistungen. Der kastenförmigen Kühler wurde an der oberen Tragfläche angebracht. Zwischen April 1917 und März 1918 wurden ca. 1250 C.V bestellt.

### LVG C.VI
Ab August 1917 wurde bereits an einem weiter verbesserten Typ, dem LVG C.VI gearbeitet. Der C.V war eines der größten von der Fliegertruppe verwendeten Zweisitzer, das neue Flugzeug sollte nun kompakter und leichter sowie aerodynamisch verbessert werden. Der C.VI hatte einen in dem etwas höher gebauten Rumpf sauber verkleideten Motor, eine Propellerhaube, größere Seiten- und Höhensteuer und zunächst Tragflächenkühler, dann jedoch Windhoff-Seitenkühler, die die Besatzung bei Treffern weniger durch das kochend-heiße umherspritzende Wasser gefährdeten. Weitere Änderungen und Vereinfachungen sollten die Produktion effizienter gestalten.
Das Projekt wurde der Idflieg im Oktober 1917 zur Genehmigung vorgelegt. Im Januar 1918 war ein Prototyp fertiggestellt und testgeflogen, im Februar erfolgte die Abnahme durch die Idflieg, im März ging die erste Bestellung ein. Nach kleineren Anpassungen gelangten die ersten Flugzeuge im Juni 1918 an die Front.

### LVG C.VII u. C.VIII
Auch ein LVG C.VII mit Mercedes-Motor mit 160 PS wurde entwickelt, über Produktion und Einsatz ist jedoch nichts bekannt. Schließlich wurde noch ein Prototyp eines LVG C.VIII mit 240-PS-Benz-Bz.IVü-Motor mit hoher Verdichtung gebaut, der nicht mehr in die Serienfertigung kam.

## Einsatz

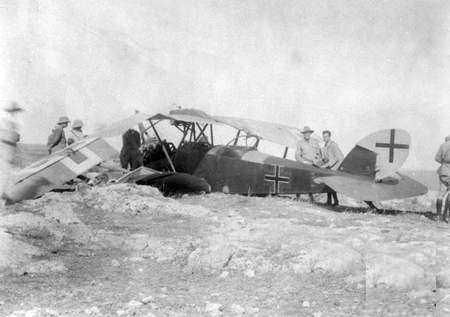
Eines der letzten deutschen Aufklärungsflugzeuge, das über Palästina verlorenging, eine LVG C.V, 22. August 1918

Der C.V bewährte sich als zuverlässiges und vielseitiges Flugzeug für Aufklärungs- und Artilleriebeobachtungseinsätze, Bombenflüge und Luftbildaufklärung, notfalls auch gut bewehrt gegen Jagdfliegerangriffe.
Der C.VI gewann bald ebenfalls das Vertrauen der Besatzungen. Er bot bessere Sicht und besseres Schussfeld als der C.V, war steigfreudig und schnell und wurde bis zum Erscheinen des Halberstadt C.V im September 1918 allen anderen Zweisitzertypen als überlegen angesehen. Im August 1918 standen bereits 400 C.VI im Einsatz.

## Zivile Verwendung

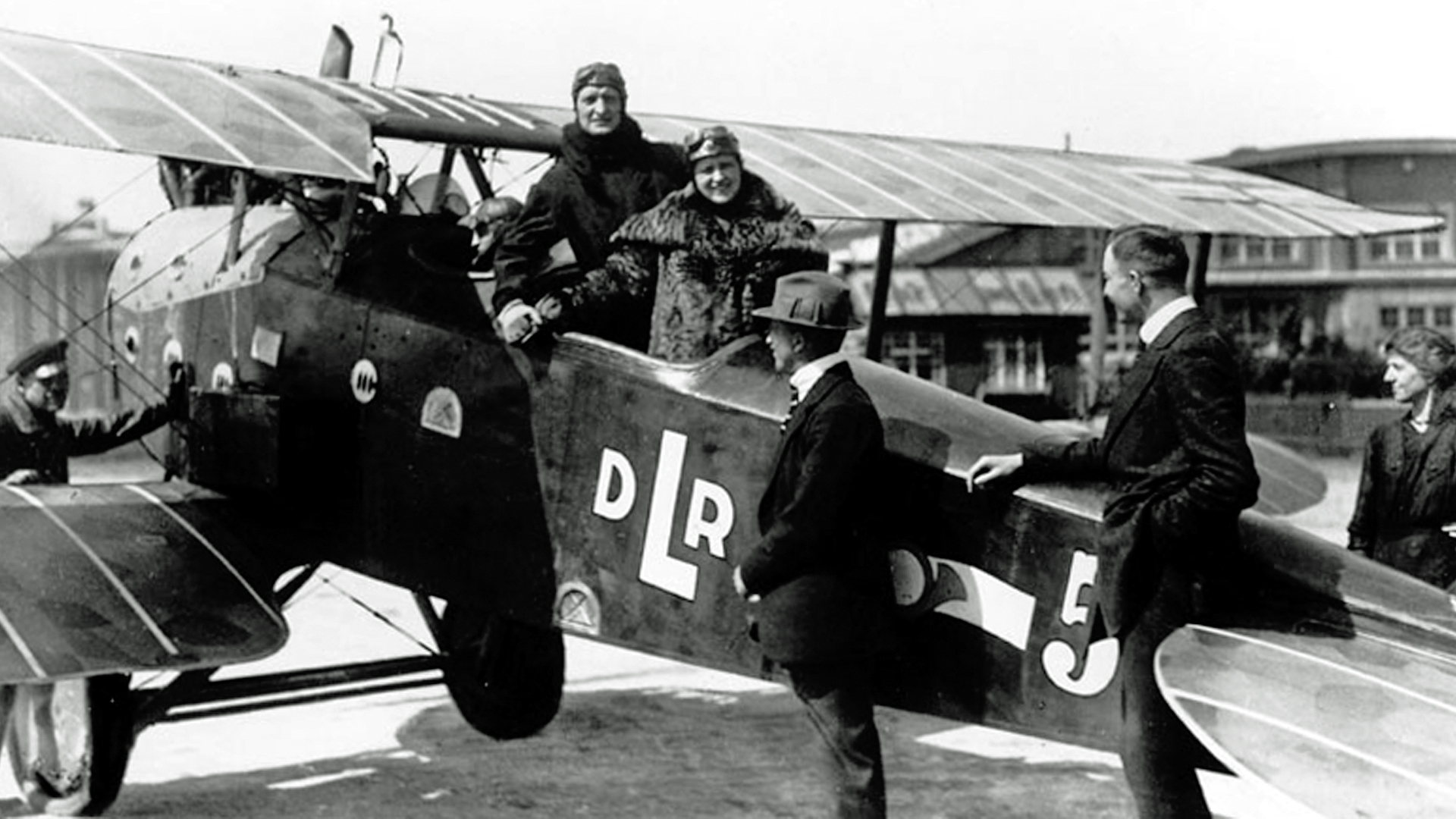
Hans Albers 1918 als Passagier der DLR in einer LVG C.VI

Schon während des Krieges wurden einige LVG C.VI bei der Deutschen Luft-Reederei (DLR) für Passagierverkehr und Postversand eingesetzt. Aus diesem Grund und weil die Produktion bis Ende Januar 1919 durchlief, tauchten zahlreiche C.V und C.VI später in Nachkriegsverwendungen auf: Bei der DLR im Passagier-, Post- und Luftbild-Dienst, bei der polnischen Fliegertruppe im polnisch-sowjetischen Krieg 1919–1920. Die finnische Luftwaffe erwarb zwei C.VI, und die finnische Suomen ilmailuliikenne Oy erwarb noch 1923 zwei C.VI von einer schwedischen Fluggesellschaft. Verschiedene C.VI gelangten nach Litauen, drei in die Tschechoslowakei, zwei in die Schweiz und weitere in die Sowjetunion.
Eine Maschine ist im königlichen Militärmuseum in Brüssel ausgestellt.

## Technische Daten
| Kenngröße                       | C.V                             | C.VI                                                                                 |
| ------------------------------- | ------------------------------- | ------------------------------------------------------------------------------------ |
| Baujahr                         | 1917–1918                       | 1918                                                                                 |
| Einsatzzweck                    | Aufklärer                       | Aufklärer                                                                            |
| Stückzahl                       |                                 | ca. 1000                                                                             |
| Besatzung                       | 2                               | 2                                                                                    |
| Länge                           | 8,07 m                          | 7,45 m                                                                               |
| Spannweite                      | 13,62 m                         | 13 m                                                                                 |
| Höhe                            | 3,20 m                          | 2,80 m                                                                               |
| Flügelfläche                    | 42,70 m²                        | 37,00 m²                                                                             |
| Leermasse                       | 985 kg                          | 930 kg                                                                               |
| Startmasse                      | 1333 kg                         | 1390 kg                                                                              |
| Höchstgeschwindigkeit           | 165 km/h                        | 170 km/h                                                                             |
| Gipfelhöhe                      |                                 | 6500 m                                                                               |
| Steiggeschwindigkeit auf 1000 m | 5:48 min                        | 4 min                                                                                |
| Steiggeschwindigkeit auf 2000 m |                                 | 8 min                                                                                |
| Steiggeschwindigkeit auf 4000 m | 35:44 min                       |                                                                                      |
| Steiggeschwindigkeit auf 6000 m |                                 | 40 min                                                                               |
| max. Reichweite                 | 485 km                          | 400 km                                                                               |
| Flugdauer                       | 4 h                             | 3:30 h                                                                               |
| Brennstofftank                  |                                 | 230 l                                                                                |
| wassergekühlter Reihenmotor     | Benz Bz IV, 200 PS (ca. 150 kW) | Benz Bz IV, 200 PS (ca. 150 kW)                                                      |
| Bewaffnung                      | 2 × MG 7,92 mm                  | 2 × MG 7,92 mm, 115 kg Bomben - MG 08/15 mit Unterbrechergetriebe - Parabellum MG 14 |